# Вильгельм Эрнст Саксен-Веймарский
Вильгельм Эрнст Саксен-Веймарский (нем. Wilhelm Ernst von Sachsen-Weimar; 19 октября 1662, Веймар — 26 августа 1728, Веймар) — герцог Саксен-Веймарский.

## Биография
Вильгельм Эрнст был старшим сыном Иоганна Эрнста II и Кристины Елизаветы Гольштейн-Зондербургской. После смерти отца в 1683 году он унаследовал герцогство и стал править им совместно со младшим братом Иоганном Эрнстом III. Так как Иоганн Эрнст страдал алкоголизмом и не интересовался делами управления, Вильгельм Эрнст распоряжался герцогством фактически единолично; после смерти Иоганна Эрнста новым соправителем стал его сын Эрнст Август, но реальная власть по-прежнему оставалась в руках Вильгельма Эрнста.
Через полгода после смерти отца Вильгельм Эрнст 2 ноября 1683 года, чтобы защитить семейные земли, женился в Эйзенахе на Шарлотте Марии Саксен-Йенской — своей кузине, старшей дочери дяди Бернгарда. На тот момент опекуном Шарлотты и её младшего брата Иоганна Вильгельма был Иоганн Георг Саксен-Эйзенахский, но в 1686 году он умер, и опека над герцогством Саксен-Йена перешла к Вильгельму Эрнсту.
23 августа 1690 года Вильгельм Эрнст и Шарлотта Мария развелись после семи лет несчастливого бездетного брака. Два месяца спустя, 4 ноября, скончался брат Шарлотты — Иоганн Вильгельм. Наследников у него не было, и Вильгельм Эрнст разделил герцогство Саксен-Йена с Саксен-Эйзенахской ветвью семьи.
Вильгельм Эрнст был лютеранином и заявлял, что в его войска могут быть зачислены лишь те, кто способен читать и толковать лютеранские тексты. С 1708 года при герцогском дворе работал Иоганн Себастьян Бах — сначала как органист, затем — как концертмейстер. После смерти в 1716 году капельмейстера Иоганна Самуила Дрезе Бах ожидал, что капельмейстером теперь назначат его, но герцог передал пост некомпетентному сыну покойного. Разъярённый Бах подал прошение об отставке. Раздражённый его дерзостью Вильгельм Эрнст продержал Баха четыре недели в заключении в крепости прежде, чем принял отставку.
После развода Вильгельм Эрнст более не женился, и когда он скончался в 1728 году, то наследников у него не было. Герцогство перешло к племяннику Эрнсту Августу.